# University of Central Missouri
University of Central Missouri är ett universitet i Warrensburg i Missouri.
Universitetet är bland annat känt för matematikprofessor Curtis Cooper, som under sin tid som verksam vid University of Central Missouri fann det största kända primtalet.